# ائرو ای‌ئی ۵۰
ائرو ای‌ئی ۵۰ (به انگلیسی: Aero Ae 50) یک هواپیمای ساختِ آئرو ودوخودی در کشور چکسلواکی است. این هواپیما در ۱۴ آوریل ۱۹۴۹ میلادی نخستین پرواز خود را انجام داد.